# Vendée Globe 2008-2009
Navigation
2004-2005 2012-2013
Le Vendée Globe 2008-2009 est la sixième édition du Vendée Globe. Le départ a été donné le 9 novembre 2008 des Sables-d'Olonne. La direction de la course est assurée par Denis Horeau. Il a été remporté par Michel Desjoyeaux le 1er février 2009 en 84 jours, 3 heures et 9 minutes, nouveau record de l'épreuve.

## Parcours

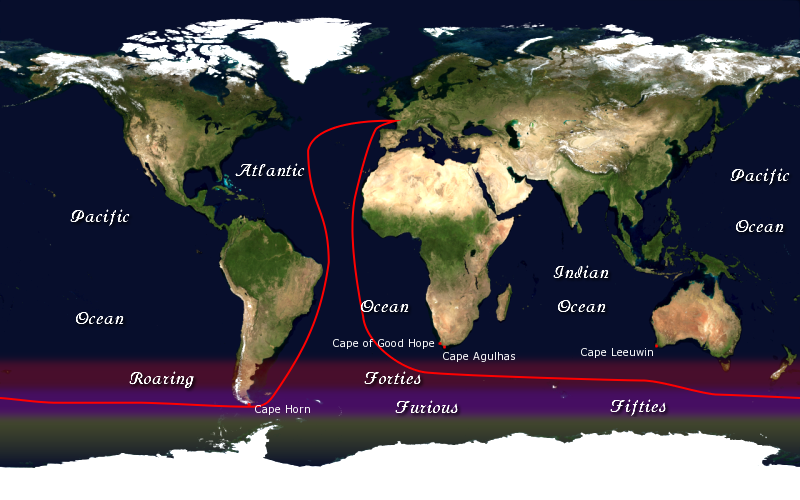
La route du Vendée Globe.

Le départ est donné au large des Sables-d'Olonne. Il s'agit ensuite de laisser les caps de Bonne-Espérance, Leeuwin et Horn à bâbord et l'Antarctique à tribord. Les points de passages obligatoires ont été fixés par la direction de course en collaboration avec les concurrents. Il y en a, pour cette édition, huit entre le cap de Bonne-Espérance et le cap Horn.

### Liste des points de passage
Annexe 3.a des instructions de course (Coordonnées en WGS 84)
1. Porte Atlantique, un point quelconque situé à 42° S entre le 001° 00 00 E et 011° 00 E, à laisser à tribord
2. Cap de Bonne-Espérance à laisser à bâbord
3. Porte Kerguelen, un point quelconque situé à 48° S entre le 040° 20 30 E et 050° 30 E, à laisser à tribord
4. Île Heard à laisser à tribord
5. Porte Ouest Australie, un point quelconque situé à 47° S entre le 103° E et le 113° E, à laisser à tribord
6. Cap Leeuwin à laisser à bâbord
7. Porte Est Australie, un point quelconque situé à 52° S entre le 136° E et le 147° E, à laisser à tribord
8. Porte Nouvelle-Zélande, un point quelconque situé à 50° S entre le 180° 30 00 W et le 170° W 00, à laisser à tribord
9. Porte Ouest Pacifique, un point quelconque situé à 50° S entre le 151° 30 00 W et le 141° W 00, à laisser à tribord
10. Porte Est Pacifique, un point quelconque situé à 52° S entre le 121° 00 00 W et le 110° W 00, à laisser à tribord
11. Cap Horn à laisser à bâbord
12. Antarctique à laisser à tribord

## Type de bateau
Les bateaux admis à participer à cette course sont des voiliers monocoques d'une longueur comprise entre 59 et 60 pieds, c'est-à-dire d'environ 18 mètres. Ces bateaux doivent répondre aux règles de la classe IMOCA 60 pieds.

## Participants
Trente skippers ont pris le départ de la course. Un parcours de qualification a été nécessaire pour valider l'inscription de chaque bateau, ce parcours ayant pu être réalisé dans le cadre d'une autre course à la voile.
Les 30 participants :
| Concurrent             | Nationalité | Participation | Nom du bateau                            | Architecte                         | Chantier                                                | lancé     |
| ---------------------- | ----------- | ------------- | ---------------------------------------- | ---------------------------------- | ------------------------------------------------------- | --------- |
| Unaï Basurko           | Espagne     | 1re           | Pakea Bizkaia \ ESP 26                   | Murray-Burns & Dovell              | Jarkan – Kanga Birtles                                  | 2005      |
| Yannick Bestaven       | France      | 1re           | Aquarelle.com Charente Maritime \ FRA 01 | Finot-Conq                         | Thierry Eluère                                          | 1996      |
| Jérémie Beyou          | France      | 1re           | Delta Dore \ FRA 35                      | Farr Yacht Design                  | JMV Industries                                          | 2006      |
| Arnaud Boissières      | France      | 1re           | Akena Vérandas \ FRA 14                  | Finot-Conq                         | Kirié                                                   | 1998      |
| Dee Caffari            | Royaume-Uni | 1re           | Aviva \ GBR 222                          | Owen Clarke Design Group           | Hakes Marine (Wellington Nouvelle-Zélande)              | 2008      |
| Samantha Davies        | Royaume-Uni | 1re           | Roxy \ FRA 40                            | Finot-Conq                         | MAG France Fontenay le Comte                            | 2000      |
| Jean-Baptiste Dejeanty | France      | 1re           | Maisonneuve \ FRA 8                      | Angelo Lavranos Artech Design Team | Artech                                                  | 2005      |
| Kito de Pavant         | France      | 1re           | Groupe Bel \ FRA 360                     | VPLP-Verdier                       | Indiana Yachting (Italie)                               | 2007      |
| Michel Desjoyeaux      | France      | 2e            | Foncia \ FRA 101                         | Farr Yacht Design                  | CDK Technologies                                        | 2007      |
| Jean-Pierre Dick       | France      | 2e            | Paprec-Virbac 2 \ FRA 06                 | Farr Yacht Design                  | Southern Ocean Marine (Nouvelle-Zélande)                | 2007      |
| Raphaël Dinelli        | France      | 4e            | Fondation Océan Vital FRA 77             | Nándor Fa                          | Fa Ayo                                                  | 1996      |
| Yann Éliès             | France      | 1re           | Generali \ FRA 22                        | Finot-Conq                         | Multiplast                                              | 2007      |
| Mike Golding           | Royaume-Uni | 3e            | Ecover \ GBR 03                          | Owen Clarke Design Group           | Hakes Marine (Wellington Nouvelle-Zélande)              | 2007      |
| Marc Guillemot         | France      | 1re           | Safran \ FRA 25                          | VPLP-Verdier                       | Larros – Thierry Eluère                                 | 2007      |
| Derek Hatfield         | Canada      | 1re           | Algimouss Spirit of Canada CAN 84        | Owen Clarke Design Group           | Ocean Challenges                                        | 2006      |
| Sébastien Josse        | France      | 2e            | BT \ EUR 888                             | Farr Yacht Design                  | Offshore Challenges Sailing Team Cowes, Royaume-Uni     | 2007      |
| Roland Jourdain        | France      | 3e            | Véolia Environnement FRA 29              | Marc Lombard                       | JMV Industries                                          | 2004      |
| Jean Le Cam            | France      | 2e            | VM Matériaux \ FRA 118                   | Marc Lombard                       | JMV Industries                                          | 2004      |
| Armel Le Cléac’h       | France      | 1re           | Brit Air \ FRA 62                        | Finot-Conq                         | Multiplast                                              | 2007      |
| Loïck Peyron           | France      | 3e            | Gitana Eighty \ FRA 80                   | Farr Yacht Design                  | Southern Ocean Marine (Nouvelle-Zélande)                | 2007      |
| Jonny Malbon           | Royaume-Uni | 1re           | Artemis \ GBR 100                        | Rogers Yacht Design                | Hutton Custom Boatbuilders                              | 2008      |
| Vincent Riou           | France      | 2e            | PRB \ FRA 85                             | Farr Yacht Design                  | CDK Technologies                                        | 2006      |
| Norbert Sedlacek       | Autriche    | 2e            | Nauticsport-Kapsch \ AUT 36              | Joubert-Nivelt Sedlacek            | Garcia / N. Sedlacek                                    | 1995 2003 |
| Bernard Stamm          | Suisse      | 2e            | Cheminées Poujoulat SUI 7                | Farr Yacht Design                  | Cookson Boats (Nouvelle-Zélande)                        | 2003      |
| Marc Thiercelin        | France      | 4e            | DCNS \ FRA 1000                          | Finot-Conq                         | Multiplast (coque et intégration) Chantier de Larros    | 2008      |
| Brian Thompson         | Royaume-Uni | 1re           | Bahrain Team Pindar GBR 32               | Juan Kouyoumdjian                  | Cookson Boats                                           | 2007      |
| Alex Thomson           | Royaume-Uni | 2e            | Hugo Boss \ GBR 99                       | Finot-Conq                         | Jason Carrington Neville Hutton (Lymington, Angleterre) | 2007      |
| Dominique Wavre        | Suisse      | 3e            | Temenos II \ SUI 9                       | Owen Clarke Design Group           | Southern Ocean Marine (Nouvelle-Zélande)                | 2006      |
| Steve White            | Royaume-Uni | 1re           | Toe in the Water \ GBR 55                | Finot-Conq                         | JMV Industries                                          | 1998      |
| Rich Wilson            | États-Unis  | 1re           | Great American III \ USA 37              | Joubert-Nivelt                     | Thierry Dubois                                          | 1999      |

## Course

### Descente de l'Atlantique

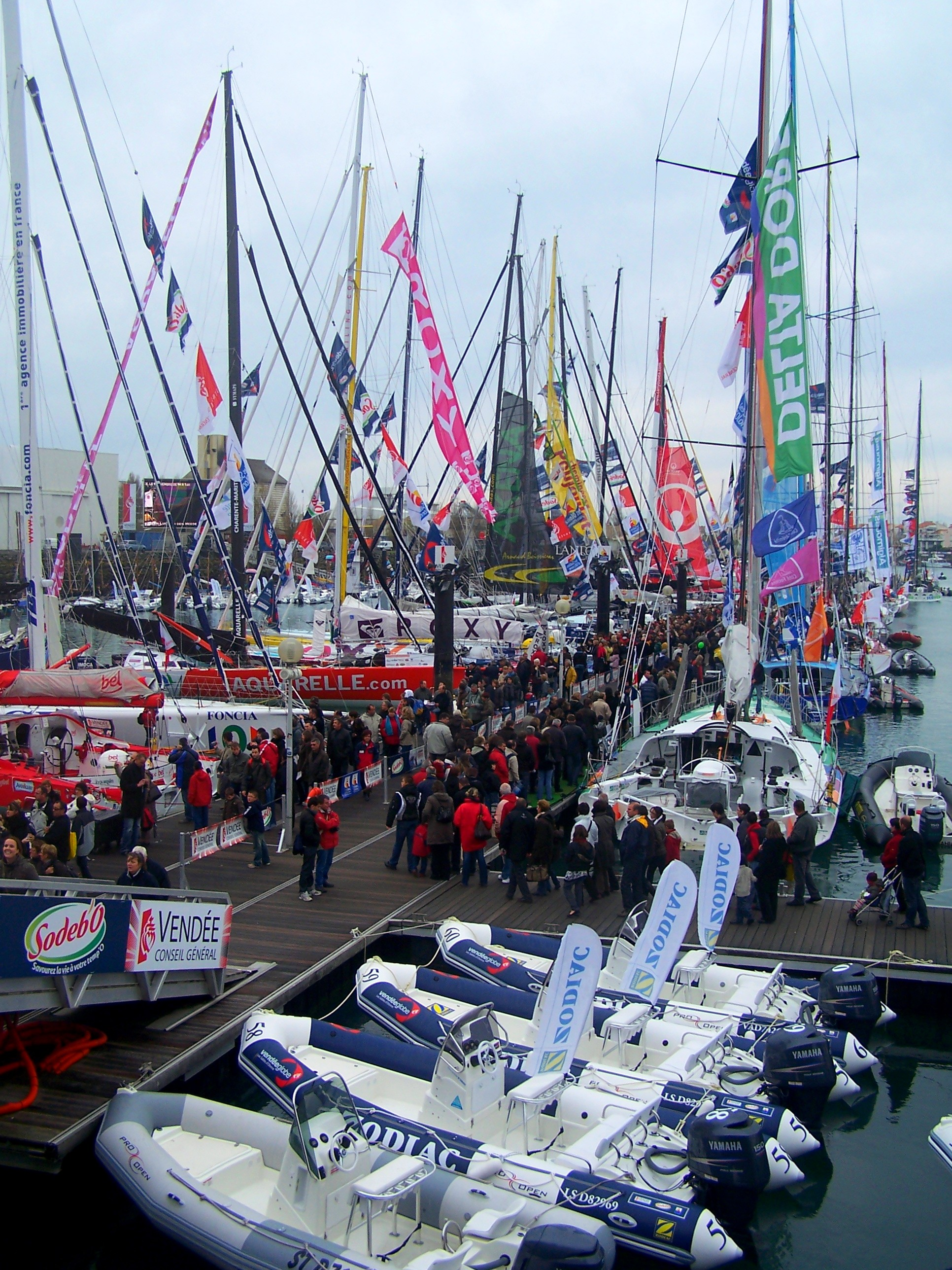
Les bateaux du Vendée Globe 2008-2009 aux Sables d'Olonne avant le départ

Le départ de la course est donné le 9 novembre 2008 à 13 h 02, trente marins prennent le départ.
Dès le début, les deux navigateurs suisses de cette édition, Dominique Wavre (Temenos II) et Bernard Stamm (Cheminées Poujoulat), reviennent au port des Sables-d'Olonne pour réparation. Dominique Wavre revient à quai à 17 h 00 à cause d'un problème électrique et en repart à 22 h 45.
10 novembre : le passage d'un front froid sur le golfe de Gascogne génère des vents de 35 à 45 nœuds, rafales à 55 nœuds, et des creux de 7 m. À la suite de problèmes électriques et de fuite sur un ballast, le skipper de Foncia, Michel Desjoyeaux, fait demi-tour, direction les Sables-d'Olonne, dont il repartira quarante heures après le départ de la course initial. Le même jour, peu après 18 h, Kito de Pavant et Yannick Bestaven démâtent, au large du golfe de Gascogne. Marc Thiercelin (DCNS) démâte également le 11 novembre vers 7 h 00 au nord-ouest du cap Finisterre.
23 novembre : Jérémie Beyou annonce une avarie dans son gréement, il abandonne quelques jours plus tard à Recife au Brésil dans l'incapacité de réparer seul.
3 décembre : alors que la tête de la course (Josse, Éliès, Dick, Peyron) approche de la porte « Atlantique », le comité de course modifie la porte « Kerguelen » en la déplaçant un peu plus dans son Nord-Ouest : 46°S, de 25°E à 34°E.

### Le grand sud
10 décembre : alors qu'il pointait en troisième position, à environ 180 milles dans le sud des îles Crozet et 650 milles de l’archipel des îles Kerguelen, Loïck Peyron annonce le démâtage de Gitana Eighty, pendant qu'il naviguait sous solent et grand-voile à un ris avec 30 nœuds de vent. Le skipper n'abandonne pas officiellement, et, sous gréement de fortune, tente de rejoindre l'Australie seul. Le 15 décembre, il décide de son abandon.
12 décembre : Dominique Wavre (Témenos II) constate une rupture de la tête de quille et se déroute sur les îles Kerguelen. Ayant touché terre, il est déclaré hors course, et abandonne. Le lendemain, Bernard Stamm (Cheminées Poujoulat) est victime d'une avarie de safran et se déroute également sur les îles Kerguelen. En vue du mouillage, il s'échoue par 40 nœuds de vent. Le bateau est déséchoué, puis chargé sur le Marion Dufresne, cargo ravitaillant les TAAF, de passage sur l'archipel des îles Kerguelen.
15 décembre : Jean-Pierre Dick heurte un OFNI (Objet Flottant Non Identifié), la barre de liaison de ses safrans se brise ; le skipper, alors en tête de la course, fait route au nord pour pouvoir réparer.
16 décembre : Mike Golding (Ecover), alors en tête, démâte dans des vents de 50 nœuds. Le skipper essaie de fabriquer un gréement de fortune pour rejoindre l'Australie à 1 000 milles au nord-est. Michel Desjoyeaux, grand revenant après son avarie de début de course, passe alors en première position, suivi de Roland Jourdain et plus loin, Josse et Le Cam, puis Vincent Riou et Armel Le Cléac'h.
Le même jour, Jean-Baptiste Dejeanty (Maisonneuve) abandonne et se déroute sur l'Afrique du Sud, à la suite de pannes et dysfonctionnements de ses pilotes automatiques et de l'usure prématurée de ses drisses. Il considère que sa sécurité n'est plus assurée dans ces conditions.
18 décembre : Yann Éliès (Generali) se fracture le fémur et plusieurs côtes en manœuvrant sur le balcon avant. Il demande à être évacué, et met à la cape en attendant les secours du MRCC australien. Marc Guillemot (Safran) se déroute pour porter assistance, ainsi que Samantha Davies (Roxy). C'est la frégate HMAS Arunta de la Marine Royale Australienne qui assure son sauvetage le 20 décembre.
22 décembre : la Direction de Course modifie la porte « Nouvelle-Zélande » en la déplaçant par 48°00 Sud, entre 170°00 Ouest et 160°00 Ouest. Le 24 décembre, tenant compte de la position des glaces repérées par le radar satellite Envisat, elle modifie également la position de la porte « Ouest Pacifique ». La nouvelle position est 45°30 Sud, entre 145°00 Ouest et 136°00 Ouest.
25 décembre : Raphaël Dinelli (Fondation Océan Vital) se couche plusieurs fois dans la même zone de l'océan Indien où il avait déjà chaviré en 1996.
26 décembre : aux environs de la porte « Nouvelle-Zélande » dans des rafales de 65 nœuds et des déferlantes de 6 m, Sébastien Josse (BT) se couche à 110° pendant de longues minutes avant de se redresser ; le skipper fait route au nord sous trinquette seule pour évaluer les dégâts. Il tenait alors la quatrième position.
27 décembre : la Direction de Course modifie la porte « Est Pacifique » en la déplaçant au Nord-Est, par 44°S, entre 110°W et 102°W. Marc Guillemot atteint le mouillage de l'île Enderby dans l'archipel d'Auckland où il répare son rail de mât en moins de douze heures, et repart en 9e position.
29 décembre : Derek Hatfield (Algimouss-Spirit of Canada), après avoir mis le mât dans l'eau, constate le bris de deux barres de flèches, et est contraint à l'abandon,. Idem pour Sébastien Josse (BT), qui abandonne après diagnostic des dégâts : perte des instruments de navigation en tête de mât, multiples fissures du roof, cloison endommagée et surtout son safran bâbord bloqué en travers. Il tente de rejoindre la terre la plus proche. Dans la même journée, le bateau de Yann Éliès, Generali, est déclaré perdu. Le 23 décembre, la direction de course constatait l'arrêt des balises de positionnement, et l'activation automatique de la balise de détresse. Le 26 décembre, la balise de détresse cessait d’émettre, et l'équipe technique renonçait aux recherches faute de disposer d'autre moyen de localisation du voilier.
1er janvier : Jean-Pierre Dick (Paprec-Virbac) décide de se dérouter sur la Nouvelle-Zélande : la veille, il a heurté de nouveau un OFNI, et a perdu son safran bâbord. En le dépassant, Samantha Davies (Roxy) prend la sixième place.
5 janvier : Michel Desjoyeaux et Roland Jourdain passent le cap Horn, après 56 j 15 h 08 min de course pour Michel Desjoyeaux.
6 janvier : Jean Le Cam (VM Matériaux) alors en 3e position, chavire à 200 milles à l'ouest du cap Horn. Le pétrolier Sonangol Kassanje se déroute sur sa position, ainsi qu'Armel Le Cléac'h et Vincent Riou. Ce dernier le récupère, cassant son outrigger sur la quille (privée de bulbe) du bateau chaviré. Le lendemain, PRB IIII démâte et demande à être remorqué dans le port de Puerto Williams. Il demande un reclassement de son bateau. En attendant que le jury statue, il est classé RDG (Redress Given), soit « Réparation donnée ».

### Remontée de l'Atlantique

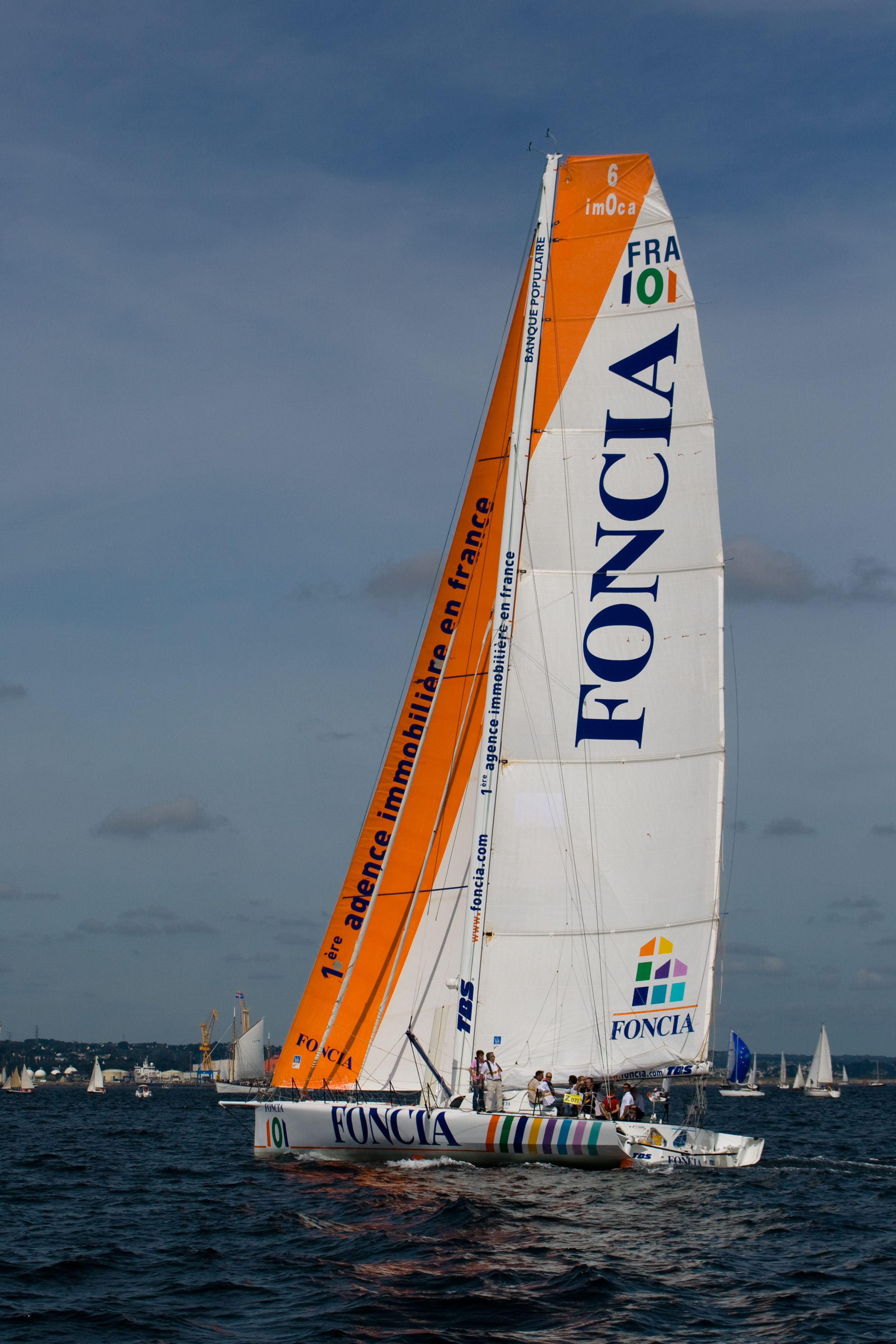
Foncia le bateau de Michel Desjoyeaux, vainqueur de la course.

9 janvier : en 2e position au large de l'Argentine, Veolia heurte un cétacé. Son skipper Roland Jourdain constate des fissures près du puits de quille, et passe sous voilure réduite pendant deux jours pour réparer avec les moyens du bord.
12 janvier : le jury dédommage Armel Le Cléac'h de 11 heures, et décide que Vincent Riou, sera classé ex æquo avec le concurrent arrivé troisième, place qu'il occupait au moment de son démâtage.
13 janvier : à l'approche du Horn, Dee Caffari et Arnaud Boissières ne peuvent éviter du très gros temps, avec des rafales à 64 nœuds et des vagues supérieures à dix mètres. Aviva a sa grand-voile au quatrième ris en mauvais état, et Akena Vérandas s'est couché par deux fois (dôme d’antenne explosé).
16 janvier : un front froid générant des vents de nord jusqu'à 80 nœuds dans le détroit de Le Maire obligent Brian Thompson (Team Pindar) à revenir se réfugier quelques heures sous l'île des États.
22 janvier : Michel Desjoyeaux avoue avoir échappé de justesse à une grave avarie qui aurait pu interrompre sa course le jour de Noël. Il refuse de révéler de quoi il s'agit, mais informe que ça ne pourra plus lui nuire jusqu'à l'arrivée. Le 26 janvier, il révèle avoir failli perdre un safran.
29 janvier : Roland Jourdain perd sa quille et ne sait pas s'il arrivera aux Sables-d'Olonne.
1er février : Michel Desjoyeaux gagne la course et améliore le record de plus de trois jours, malgré son départ retardé de quarante heures et le rallongement de la route par les portes,.
2 février : Roland Jourdain annonce son abandon. Il déclare notamment : « Je m'en voudrais toute ma vie si jamais je passais près d'un port, que je ne m'arrêtais pas et que 24 ou 48 heures plus tard, je fais risquer la vie de quelqu'un pour venir me chercher ».
7 février : Armel Le Cléac'h arrive 2e, après avoir rencontré de dures conditions dans le golfe de Gascogne (casquette arrachée, têtière de grand-voile sortie du rail). Il avoue également qu'il n'avait plus grand-chose à manger depuis deux jours.
9 février : Marc Guillemot annonce qu'il a perdu sa quille, probablement à la suite d'un choc avec un cétacé le 12 décembre 2008,.
14 février : Samantha Davies passe la ligne d'arrivée en troisième position. Compte tenu des bonifications, il lui faut attendre l'arrivée de Marc Guillemot pour connaître sa place au classement.
16 février : Arrivées successives de Marc Guillemot, qui prend la 3e place compte tenu de ses bonifications, de Brian Thompson et Dee Caffari. Cette dernière devient la première femme à avoir réalisé le tour du monde en solitaire dans les deux sens.
3 mars : Raphael Dinelli (Fondation Océan Vital) annonce qu'il a cassé sa bôme. Quelques heures plus tard, il appelle le médecin qui lui annonce qu'il s'est cassé une côte.
15 mars : Arrivée de Norbert Sedlacek, dernier navigateur en course. Sur les trente navigateurs ayant pris le départ, seuls onze ont bouclé leur tour du monde.

## Classement
| Place | Nom du concurrent       | Nom du bateau         | Arrivé le   | Temps                                          | Distance réelle (milles)                       | Vitesse sur l’eau (nœuds)                      | Vitesse théorique (nœuds)                      |
| ----- | ----------------------- | --------------------- | ----------- | ---------------------------------------------- | ---------------------------------------------- | ---------------------------------------------- | ---------------------------------------------- |
| 1     | Michel Desjoyeaux (FRA) | Foncia                | 1er février | 84 j 03 h 09 min 08 s                          | 28 303                                         | 14,0                                           | 12,30                                          |
| 2     | Armel Le Cléac'h (FRA)  | Brit Air              | 7 février   | 89 j 09 h 39 min 35 s                          | 27 232                                         | 12,7                                           | 11,57                                          |
| 3     | Marc Guillemot (FRA)    | Safran                | 16 février  | 95 j 03 h 19 min 36 s                          | 28 401                                         | 12,4                                           | 10,88                                          |
| 3     | Vincent Riou (FRA)      | PRB                   | 7 janvier   | Reclassement suite au sauvetage de Jean Le Cam | Reclassement suite au sauvetage de Jean Le Cam | Reclassement suite au sauvetage de Jean Le Cam | Reclassement suite au sauvetage de Jean Le Cam |
| 4     | Samantha Davies (GBR)   | Roxy                  | 14 février  | 95 j 04 h 39 min 01 s                          | 27 470                                         | 12,0                                           | 10 87                                          |
| 5     | Brian Thompson (GBR)    | Bahrain Team Pindar   | 16 février  | 98 j 20 h 29 min 55 s                          | 28 699                                         | 12,1                                           | 10,47                                          |
| 6     | Dee Caffari (GBR)       | Aviva                 | 16 février  | 99 j 01 h 10 min 57 s                          | 27 906                                         | 11,7                                           | 10,45                                          |
| 7     | Arnaud Boissières (FRA) | Akena Vérandas        | 22 février  | 105 j 02 h 33 min 50 s                         | 27841                                          | 11,0                                           | 9,85                                           |
| 8     | Steve White (GBR)       | Toe in the Water      | 26 février  | 109 j 00 h 36 min 55 s                         | 28197                                          | 10,7                                           | 9,49                                           |
| 9     | Rich Wilson (USA)       | Great America III     | 10 mars     | 121 j 00 h 41 min 19 s                         | 28 590                                         | 9,8                                            | 8,55                                           |
| 10    | Raphaël Dinelli (FRA)   | Fondation Océan Vital | 14 mars     | 125 j 02 h 32 min 24 s                         | 28 140                                         | 9,4                                            | 8,27                                           |
| 11    | Norbert Sedlacek (AUT)  | Nauticsport Kapsch    | 15 mars     | 126 j 05 h 31 min 56 s                         | 27 706                                         | 9,1                                            | 8,20                                           |

## Abandons
| Nom du concurrent      | Nationalité | Nom du bateau                   | Date        | Raison de l'arrêt                                                                | Lieu                               |
| ---------------------- | ----------- | ------------------------------- | ----------- | -------------------------------------------------------------------------------- | ---------------------------------- |
| Yannick Bestaven       | France      | Aquarelle.com Charente Maritime | 11 novembre | Démâtage                                                                         | Golfe de Gascogne                  |
| Kito de Pavant         | France      | Groupe Bel                      | 11 novembre | Démâtage                                                                         | Golfe de Gascogne                  |
| Marc Thiercelin        | France      | DCNS                            | 12 novembre | Démâtage                                                                         | Golfe de Gascogne                  |
| Alex Thomson           | Royaume-Uni | Hugo Boss                       | 13 novembre | Bateau fissuré                                                                   | Golfe de Gascogne                  |
| Jérémie Beyou          | France      | Delta Dore                      | 26 novembre | Avaries de gréement multiples                                                    | Recife - Brésil                    |
| Unai Basurko           | Espagne     | Pakea Bizkaia                   | 7 décembre  | Rupture de la fixation de la boîte de safran tribord                             | Atlantique Sud                     |
| Dominique Wavre        | Suisse      | Temenos II                      | 14 décembre | Avarie de quille                                                                 | Kerguelen                          |
| Bernard Stamm          | Suisse      | Cheminées Poujoulat             | 15 décembre | Echouage et Avarie de safran                                                     | Kerguelen                          |
| Loïck Peyron           | France      | Gitana Eighty                   | 15 décembre | En 3e position, démâtage le 10 décembre                                          | Océan Indien Nord des Kerguelen    |
| Jean-Baptiste Dejeanty | France      | Maisonneuve                     | 16 décembre | Différents problèmes techniques                                                  | Océan Indien Ouest des Îles Crozet |
| Mike Golding           | Royaume-Uni | Ecover3                         | 16 décembre | En 1re position, démâtage                                                        | Océan Indien Sud du Cap Leeuwin    |
| Yann Éliès             | France      | Generali                        | 18 décembre | Fracture du fémur                                                                | Océan Indien Sud du Cap Leeuwin    |
| Derek Hatfield         | Canada      | Algimouss Spirit of Canada      | 29 décembre | Barres de flèches brisées                                                        | Océan Indien Sud de l'Australie    |
| Sébastien Josse        | France      | BT                              | 29 décembre | Multiples avaries                                                                | Est de l'Australie                 |
| Jean-Pierre Dick       | France      | Virbac-Paprec                   | 1er janvier | Safran arraché                                                                   | Pacifique                          |
| Jonny Malbon           | Royaume-Uni | Artemis                         | 4 janvier   | Délaminage de Grand-voile                                                        | Nouvelle-Zélande                   |
| Jean Le Cam            | France      | VM Matériaux                    | 6 janvier   | Chavirage                                                                        | Ouest du Cap Horn                  |
| Vincent Riou           | France      | PRB                             | janvier     | En 3e position, démâtage (réparation donnée, il ne s'agit donc pas d'un abandon) | Est du Cap Horn                    |
| Roland Jourdain        | France      | Veolia Environnement            | 2 février   | En 2e position, perte de l'intégralité de la quille                              | Açores                             |

## Prix
Liste des prix numéraires (TTC) attribués en fonction du classement, pour les six premiers :
- 1er : 150 000 €
- 2e : 90 000 €
- 3e : 60 000 €
- 4e : 40 000 €
- 5e : 30 000 €
- 6e : 20 000 €

## Course virtuelle
En partenariat avec Virtual Regatta, un Vendée Globe virtuel a été organisé en parallèle à la vraie course. 340 000 marins virtuels, y ont participé. Le vainqueur, Hugues Fournier, a mis 85 jours, 19 heures et 45 minutes pour faire le tour du monde, soit à peine 36 heures de plus que le vainqueur réel de l'épreuve, Michel Desjoyeaux en dépit d'une variation intentionnelle des polaires, coefficientées à 0,85 durant de nombreuses semaines de course afin de favoriser la course réelle.